# Дискография Алёны Апиной
Дискография Алёны Апиной насчитывает 13 студийных альбомов, один мини-альбом, один концертный альбом, а также 12 сборников, 40 видеоклипов и три видеоальбома.

## Альбомы

### Студийные альбомы
Полноформатные студийные альбомы певицы. В общей сложности 13 релизов.
| Год                   | Название | Позиции в чартах  | Позиции в чартах  | Позиции в чартах  | Позиции в чартах  | Позиции в чартах  | Позиции в чартах  | Позиции в чартах  | Позиции в чартах | Позиции в чартах | Позиции в чартах | Позиции в чартах |
| Год                   | Название | Ежемесячные чарты | Ежемесячные чарты | Ежемесячные чарты | Ежемесячные чарты | Ежемесячные чарты | Ежемесячные чарты | Ежемесячные чарты | Ежегодные чарты  | Ежегодные чарты  | Ежегодные чарты  | Ежегодные чарты  |
| Год                   | Название | ЗД LP             | ЗД MC             | ЗД LP+CD          | ЗД Albums         | ТАСС LP           | ТАСС MC           | ТАСС CD           | ЗД MC            | ЗД Albums        | ТАСС MC          | ТАСС CD          |
| --------------------- | --- | ----------------- | ----------------- | ----------------- | ----------------- | ----------------- | ----------------- | ----------------- | ---------------- | ---------------- | ---------------- | ---------------- |
| 1992                  | «Улица любви» - Лейбл: BSA Records - Формат: LP, MC, ЦД                                                                        | 1                 | 1                 | —                 | —                 | —                 | —                 | —                 | 4/6              | —                | н/д              | —                |
| 1993                  | «Танцевать до утра» (название LP-издания — «Всё так не просто») - Лейбл: Jeff Records/Апрелевка Sound - Формат: LP, MC, CD, ЦД | —                 | 2                 | 3                 | 2                 | 2                 | 2                 | —                 | 4                | 13               | 6                | 10               |
| 1994                  | «Пляжный сезон» - Лейбл: Jeff Records - Формат: MC, CD, ЦД                                                                     | —                 | —                 | —                 | —                 | —                 | 6                 | 7                 | —                | —                | —                | —                |
| 1995                  | «Пропащая душа» - Лейбл: Jeff Records, Image Records - Формат: MC, CD, ЦД                                                      | —                 | —                 | —                 | —                 | —                 | 5                 | —                 | —                | —                | —                | —                |
| 1996                  | «Соперница» - Лейбл: Студия «Союз» - Формат: MC, CD, ЦД                                                                        | —                 | —                 | —                 | 6                 | —                 | —                 | —                 | —                | —                | —                | —                |
| 1997                  | «Объяснение в любви» - Лейбл: Студия «Союз» - Формат: MC, CD, ЦД                                                               | —                 | —                 | —                 | 5                 |                   | 2                 | 8                 | —                | —                | 11               | —                |
| 1998                  | «Люби как я» - Лейбл: Студия «Союз» - Формат: MC, CD, ЦД                                                                       | —                 | н/д               | —                 | н/д               | —                 | —                 | —                 | н/д              | н/д              | —                | —                |
| 1999                  | «Тополя» - Лейбл: Студия «Монолит» - Формат: MC, CD, ЦД                                                                        | —                 | н/д               | —                 | н/д               | —                 | —                 | —                 | н/д              | н/д              | —                | —                |
| 2001                  | «О судьбе и о себе» - Лейбл: Студия «Союз» - Формат: MC, CD, ЦД                                                                | —                 | н/д               | —                 | н/д               | —                 | —                 | —                 | н/д              | н/д              | —                | —                |
| 2003                  | «Пойдем со мной» - Лейбл: Iceberg Music - Формат: 2 MC, 2 CD, ЦД                                                               | —                 | н/д               | —                 | н/д               | —                 | —                 | —                 | н/д              | н/д              | —                | —                |
| 2007                  | «Самолёт на Москву» - Лейбл: Студия «Союз» - Формат: MC, CD, ЦД                                                                | —                 | н/д               | —                 | н/д               | —                 | —                 | —                 | н/д              | н/д              | —                | —                |
| 2010                  | «Еще раз про любовь» - Лейбл: Студия «Союз» - Формат: CD, ЦД                                                                   | —                 | —                 | —                 | н/д               | —                 | —                 | —                 | н/д              | н/д              | —                | —                |
| 2018                  | «Давай так» - Лейбл: Студия «Союз» - Формат: CD, ЦД                                                                            | —                 | —                 | —                 | н/д               | —                 | —                 | —                 | н/д              | н/д              | —                | —                |
| «—» — не попал в чарт | |                   |                   |                   |                   |                   |                   |                   |                  |                  |                  |                  |

### Концертные альбомы
Концертный альбом с песенными номерами из одноимённого спектакля. Включает также один студийный трек — «Узелки».
| Год  | Название                                            | Позиции в чартах | Позиции в чартах |
| Год  | Название                                            | ЗД Albums        | ТАСС MC          |
| ---- | --------------------------------------------------- | ---------------- | ---------------- |
| 1995 | «Лимита» - Лейбл: Jeff Records - Формат: MC, CD, ЦД | 13               | 2                |

### Мини-альбомы
| Год  | Название                                                                             |
| ---- | ------------------------------------------------------------------------------------ |
| 2014 | «Мелодия» (название CD-версии — Alena Apina) - Лейбл: Студия «Союз» - Формат: CD, ЦД |

## Сборники
Сборники сольного и совместного творчества певицы. В общей сложности 12 релизов. В некоторых присутствует неизданный ранее материал (помечены «*»).
| Год  | Название                                                                          |
| ---- | --------------------------------------------------------------------------------- |
| 1993 | «Алёна Апина» - Лейбл: Jeff Records - Формат: CD                                  |
| 1994 | «До и после» - Лейбл: Jeff Records - Формат: CD, MC                               |
| 1995 | «Музыка для дискотек (Remake)» - Лейбл: Media Star Entertainment - Формат: MC, CD |
| 1995 | «Узелки» - Лейбл: Vincent Company Records - Формат: MC                            |
| 1995 | «Лучшие песни» - Лейбл: Vincent Company Records - Формат: MC                      |
| 1997 | «Избранное» - Лейбл: Jeff Music Corp. - Формат: MC, CD                            |
| 1998 | «The Best» - Лейбл: Студия «Союз» - Формат: MC, CD                                |
| 1999 | «Звездная серия» - Лейбл: Star Records - Формат: CD                               |
| 2001 | «Ты мне не снишься» * - Лейбл: Студия «Монолит» - Формат: MC, CD                  |
| 2004 | «Любовное настроение» - Лейбл: Никитин - Формат: CD                               |
| 2013 | «Лучшее, любимое…» * - Лейбл: Студия «Союз» - Формат: ЦД                          |
| 2014 | «Большая коллекция» * - Лейбл: Студия «Союз» - Формат: ЦД                         |

## Хит-синглы
Треки певицы, попавшие в музыкальные чарты.
| Год                   | Название                                   | Позиции в чартах   | Позиции в чартах  | Позиции в чартах  | Позиции в чартах  | Позиции в чартах | Позиции в чартах | Позиции в чартах | Альбом               |
| Год                   | Название                                   | Еженедельные чарты | Ежемесячные чарты | Ежемесячные чарты | Ежемесячные чарты | Ежегодные чарты  | Ежегодные чарты  | Ежегодные чарты  | Альбом               |
| Год                   | Название                                   | TopHit Radio       | ЗД Top-20         | ТАСС Top-10       | TopHit Radio      | ЗД Top-20        | ТАСС Top-10      | TopHit Radio     | Альбом               |
| --------------------- | ------------------------------------------ | ------------------ | ----------------- | ----------------- | ----------------- | ---------------- | ---------------- | ---------------- | -------------------- |
| 1991                  | «Ксюша»                                    | —                  | 4                 | н/д               | —                 | 13/12            | н/д              | —                | «Улица любви»        |
| 1992                  | «Улица любви»                              | —                  | 17                | н/д               | —                 | —                | н/д              | —                | «Улица любви»        |
| 1992                  | «Леха»                                     | —                  | 1                 | 3                 | —                 | 20/11            | 9                | —                | «Танцевать до утра»  |
| 1993                  | «Летучий голландец»                        | —                  | 5                 | 9                 | —                 | —                | —                | —                | «Танцевать до утра»  |
| 1993                  | «Ты зачем говоришь о любви»                | —                  | 9                 | —                 | —                 | —                | —                | —                | «Танцевать до утра»  |
| 1993                  | «Ты поверь»                                | —                  | 16                | —                 | —                 | —                | —                | —                | —                    |
| 1994                  | «Дружочек»                                 | —                  | 16                | —                 | —                 | —                | —                | —                | «Пляжный сезон»      |
| 1994                  | «Ой-ой-ой»                                 | —                  | 8                 | —                 | —                 | —                | —                | —                | «Пляжный сезон»      |
| 2003                  | «Узелки»                                   | —                  | 13                | —                 | —                 | —                | —                | —                | «Лимита»             |
| 2003                  | «Пойдём со мной» (с Татьяной Ивановой)     | 82                 | н/д               | —                 | —                 | —                | —                | 149              | «Пойдём со мной»     |
| 2003                  | «Здравствуй, Малыш»                        | 54                 | н/д               | —                 | 70                | —                | —                | 89               | «Самолёт на Москву»  |
| 2005                  | «Параллельно любви»                        | 155                | н/д               | —                 | —                 | —                | —                | —                | «Пойдём со мной»     |
| 2006                  | «Самолёт на Москву»                        | 167                | н/д               | —                 | —                 | —                | —                | —                | «Самолёт на Москву»  |
| 2007                  | «Свадьба»                                  | 229                | н/д               | —                 | —                 | —                | —                | —                | «Лучшее, любимое…»   |
| 2008                  | «12 месяцев»                               | 125                | н/д               | —                 | —                 | —                | —                | —                | «Большая коллекция»  |
| 2009                  | «Про красную рябину»                       | 226                | н/д               | —                 | —                 | —                | —                | —                | «Ещё раз про любовь» |
| 2009                  | «Про мишек»                                | 167                | н/д               | —                 | —                 | —                | —                | —                | «Ещё раз про любовь» |
| 2014                  | «Yo Te Quiero»                             | 183                | н/д               | —                 | —                 | —                | —                | —                | «Мелодия»            |
| 2018                  | «Последняя поэма» (с группой «Комбинация») | 891                | н/д               | —                 | —                 | —                | —                | —                | —                    |
| «—» — не попал в чарт |                                            |                    |                   |                   |                   |                  |                  |                  |                      |

## Видео

### Концерты
Видеоальбомы со съемками концертных программ певицы. В общей сложности два релиза.
| Год  | Название          | Описание                                                                             |
| ---- | ----------------- | ------------------------------------------------------------------------------------ |
| 1994 | Танцевать до утра | - Содержание: концерт в ГЦКЗ «Россия» - Лейбл: Image Records - Формат: VHS           |
| 1995 | Лимита            | - Содержание: телеверсия спектакля «Лимита» - Лейбл: Студия «Союз» - Формат: VHS, ТВ |

### Видеоклипы
Музыкальные видео певицы. В общей сложности 40 клипов.
| Год  | Название                                                                    | Режиссёр                                     | Альбом               |
| ---- | --------------------------------------------------------------------------- | -------------------------------------------- | -------------------- |
| 1992 | «Ксюша»                                                                     | н/д                                          | «Улица любви»        |
| 1992 | «Улица любви»                                                               | Сергей Косач                                 | «Улица любви»        |
| 1992 | «Лёха»                                                                      | Филипп Янковский                             | «Танцевать до утра»  |
| 1993 | «Летучий голландец»                                                         | Борис Деденев                                | «Танцевать до утра»  |
| 1993 | «Я тебя у всех украду»                                                      | Борис Деденев                                | «Танцевать до утра»  |
| 1993 | «Ив Сен-Лоран»                                                              | н/д                                          | «Танцевать до утра»  |
| 1994 | «Самоубийца»                                                                | Сергей Кальварский                           | «Пляжный сезон»      |
| 1994 | «Узелки»                                                                    | Даниил Мишин                                 | «Лимита»             |
| 1995 | «Семечек стакан»                                                            | Сергей Косач                                 | «Пропащая душа»      |
| 1995 | «Пропащая душа»                                                             | Даниил Мишин                                 | «Пропащая душа»      |
| 1996 | «Несколько часов любви» (с Андреем Державиным)                              | Даниил Мишин                                 | «Соперница»          |
| 1996 | «Соперница»                                                                 | Сергей Изотов                                | «Соперница»          |
| 1996 | «Пароходик»                                                                 | Даниил Мишин                                 | «Объяснение в любви» |
| 1997 | «Электричка»                                                                | Андрей Лукашевич                             | «Объяснение в любви» |
| 1997 | «Лунные ночи» (с Муратом Насыровым)                                         | Даниил Мишин                                 | The Best             |
| 1998 | «Люби его»                                                                  | Сергей Косач                                 | «Люби как я»         |
| 1998 | «Москвичи»                                                                  | Даниил Мишин                                 | «Люби как я»         |
| 1999 | «Тополя»                                                                    | Андрей Лукашевич                             | «Тополя»             |
| 1999 | «Убегу от тебя»                                                             | Даниил Мишин                                 | «Тополя»             |
| 2000 | «Сенсация»                                                                  | Сергей Баженов                               | «Тополя»             |
| 2000 | «Песня о женской дружбе» (с Лолитой)                                        | Сергей Баженов                               | «О судьбе и о себе»  |
| 2000 | «Дорогая рука»                                                              | Сергей Кальварский                           | «О судьбе и о себе»  |
| 2001 | «Завтра»                                                                    | Сергей Кальварский                           | «О судьбе и о себе»  |
| 2001 | «Ты мне не снишься»                                                         | н/д                                          | —                    |
| 2002 | «Она любила вишни»                                                          | Андрей Ивлев, Василий Ивлев                  | «Пойдём со мной»     |
| 2002 | «Грешный миг» (с Борисом Моисеевым)                                         | Андрей Ивлев, Василий Ивлев                  | «Пойдём со мной»     |
| 2003 | «Электричка 2»                                                              | Андрей Ивлев, Василий Ивлев                  | «Пойдём со мной»     |
| 2003 | «Я танцую без тебя»                                                         | н/д                                          | «Пойдём со мной»     |
| 2004 | «Белые ночи»                                                                | Ирина Миронова                               | «Самолёт на Москву»  |
| 2006 | «Самолёт на Москву»                                                         | Даниил Мишин                                 | «Самолёт на Москву»  |
| 2013 | «С новым годом, бухгалтер»                                                  | Юрий Волев                                   | —                    |
| 2014 | «Мелодия»                                                                   | Евгений Горман                               | «Мелодия»            |
| 2015 | «Ди-Джей»                                                                   | Евгений Горман                               | «Мелодия»            |
| 2017 | «Близость»                                                                  | Аслан Ахмадов                                | «Давай так»          |
| 2017 | «Девушка Бонда»                                                             | Аслан Ахмадов                                | «Давай так»          |
| 2017 | «Подкаты» (с Black Russian Mama)                                            | Кирилл Овчинников, Алексей Алексеев          | «Давай так»          |
| 2018 | «Давай так»                                                                 | Аслан Ахмадов                                | «Давай так»          |
| 2018 | «Последняя поэма» (с группой «Комбинация»)                                  | Аслан Ахмадов                                | —                    |
| 2019 | «Парашюты»                                                                  | Владимир и Дарья Вишняковы (мультипликаторы) | —                    |
| 2020 | «Через 5 минут Новый год» (с Валерием Сюткиным, Дмитрием Четверговым и др.) | н/д                                          | —                    |

### Сборники клипов
Компиляция из 12 музыкальных видео певицы.
| Год  | Название           | Подробности                                                                                    |
| ---- | ------------------ | ---------------------------------------------------------------------------------------------- |
| 1997 | Объяснение в любви | - Содержание: сборник видеоклипов периода 1992—1997 годов - Лейбл: Студия «Союз» - Формат: VHS |

## Прочие появления

### Отдельные песни
Композиции, записанные певицей для сторонних проектов — трибьютов и саундтреков.
| Год  | Название                                                            | Альбом                      |
| ---- | ------------------------------------------------------------------- | --------------------------- |
| 1996 | «Вот кто-то с горочки спустился» (с Наташей Королёвой и Ладой Дэнс) | «Старые песни о главном»    |
| 1996 | «На побывку едет молодой моряк» (с Ладой Дэнс)                      | «Старые песни о главном»    |
| 1996 | «Ромашки спрятались» (с Наташей Королёвой и Татьяной Булановой)     | «Старые песни о главном 2»  |
| 1997 | «Посидим, поокаем»                                                  | «Сюрприз от Аллы Пугачёвой» |
| 1997 | «Стою на полустаночке»                                              | «Старые песни о главном 3»  |
| 1997 | «Александра, Александра»                                            | «10 песен о Москве»         |
| 1998 | «Здравствуй, Коля, милый мой»                                       | «Я, конечно, вернусь…»      |

### Альбомы «Комбинации»
Альбомы группы «Комбинация», записанные при участии Апиной.
| Год                   | Название | Позиции в чартах  | Позиции в чартах  | Позиции в чартах | Позиции в чартах |
| Год                   | Название | Ежемесячные чарты | Ежемесячные чарты | Ежегодные чарты  | Ежегодные чарты  |
| Год                   | Название | ЗД LP             | ТАСС LP           | ЗД LP            | ЗД MC            |
| --------------------- | --- | ----------------- | ----------------- | ---------------- | ---------------- |
| 1988                  | «Ход конём» - Лейбл: самиздат - Формат: MC                                                                                 | —                 | —                 | —                | —                |
| 1989                  | «Шоу-группа „Комбинация“» - Лейбл: Мелодия - Формат: EP                                                                    | —                 | —                 | —                | —                |
| 1990                  | «Русские девочки. Новая версия» - Лейбл: Мелодия - Формат: LP                                                              | —                 | 19                | —                | —                |
| 1991                  | «Московская прописка» - Лейбл: Gala Records - Формат: LP, CD                                                               | 3                 | —                 | 9                | 7                |
| 1994                  | «Из раннего. Песни композитора Виталия Окорокова» (в 2004 году переиздан как «Белый вечер») - Лейбл: MTM ltd. - Формат: CD | —                 | —                 | —                | —                |
| «—» — не попал в чарт | |                   |                   |                  |                  |

## Комментарии
1. ↑  Дисковая версия мини-альбома вышла в 2016 году ограниченным тиражом.
2. ↑  Сборник условно разделён на две части: песни, записанные Апиной в составе группы «Комбинация» («До») и композиции, выпущенные певицей в рамках её сольной карьеры («После»).
3. ↑  Альбом содержит танцевальные ремиксы на песни Апиной.
4. ↑  Сборник включает песни, записанные Апиной как в составе группы «Комбинация», так и в рамках сольной карьеры.
5. ↑  Клип занял строчку № 6 в хит-параде «Видеоклип года» «Звуковой дорожки МК»[21].
6. ↑  Клип поднялся в ежемесячном хит-параде Top 10 Music Videos «Звуковой дорожки МК» до позиции № 7[22].
7. ↑  В CD-издание, а затем и в переиздания, в том числе на цифровых площадках, попала новая версия песни «Бухгалтер», записанная без Апиной. Аналогично в перечисленных изданиях отсутствует исполненный певицей трек «Любовь уходит не спеша» (заменён композицией «Не грусти»).